# Arcidiocesi di Newark
L'arcidiocesi di Newark (in latino Archidioecesis Novarcensis) è una sede metropolitana della Chiesa cattolica negli Stati Uniti d'America. Nel 2023 contava 1.373.300 battezzati su  3.119.659 abitanti. È retta dall'arcivescovo cardinale Joseph William Tobin, C.SS.R.

## Territorio

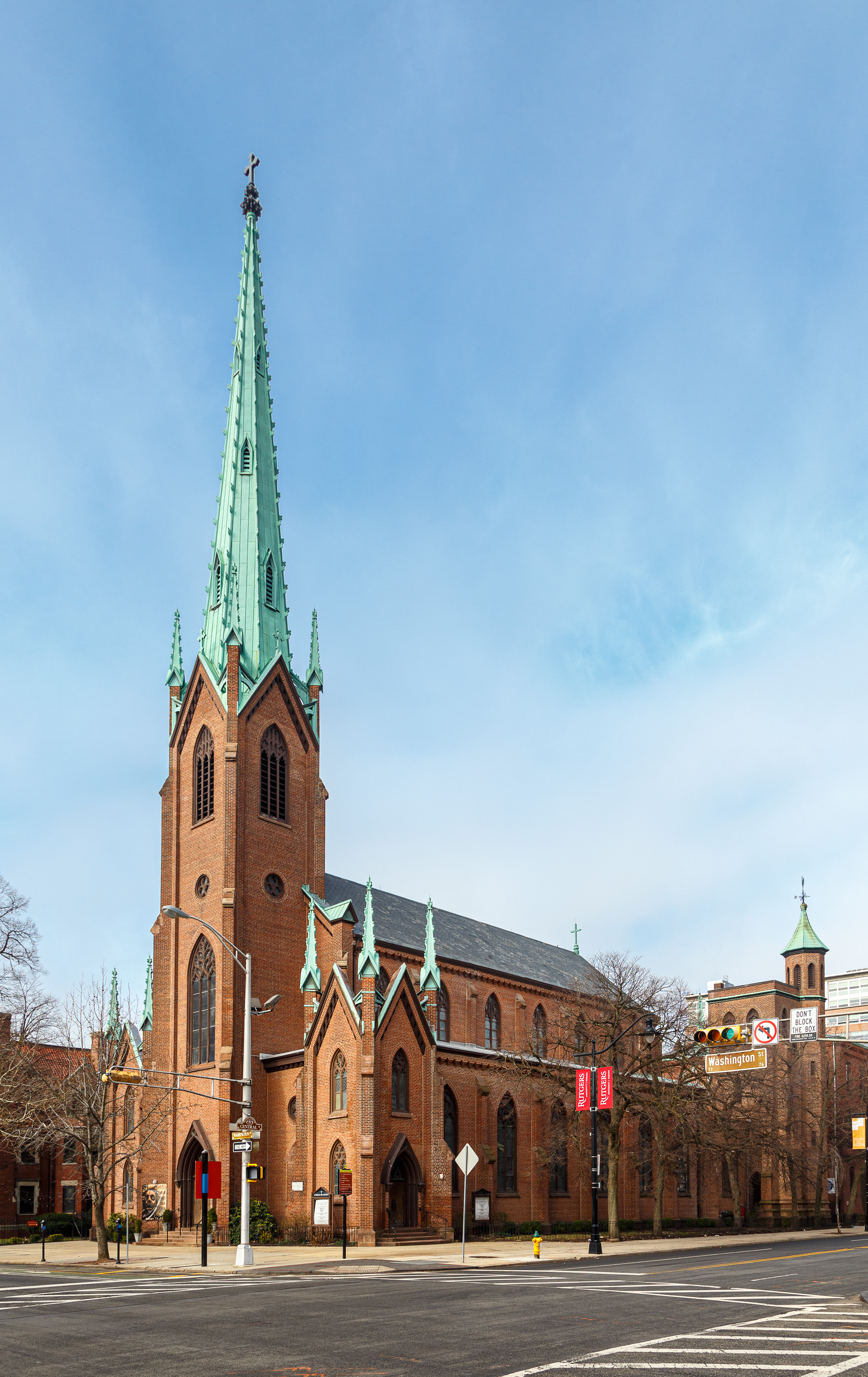
La primitiva cattedrale di San Patrizio.

L'arcidiocesi comprende 4 contee del New Jersey, negli Stati Uniti d'America: Bergen, Hudson, Essex e Union.
Sede arcivescovile è la città di Newark, dove si trovano la cattedrale del Sacro Cuore (Sacred Heart) e l'ex cattedrale di San Patrizio.
Il territorio si estende su 1.328 km² ed è suddiviso in 212 parrocchie.

### Provincia ecclesiastica
La provincia ecclesiastica di Newark, istituita nel 1937, comprende 4 suffraganee, tutte comprese nello stato di New Jersey:
- diocesi di Trenton,  eretta nel 1881;
- diocesi di Camden, eretta nel 1937;
- diocesi di Paterson, eretta nel 1937;
- diocesi di Metuchen, eretta nel 1981.

## Storia
La diocesi di Newark fu eretta il 29 luglio 1853 con il breve Apostolici ministerii di papa Pio IX, ricavandone il territorio dall'arcidiocesi di New York e dalla diocesi di Filadelfia (oggi arcidiocesi). Fu originariamente suffraganea di New York.
Il 2 agosto 1881 e il 9 dicembre 1937 cedette porzioni del suo territorio a vantaggio dell'erezione rispettivamente delle diocesi di Trenton e di Paterson.
Il 10 dicembre 1937 è stata elevata al rango di arcidiocesi metropolitana con la bolla Quo utilius di papa Pio XI.
Dal 17 ottobre 1998 l'arcivescovo di Newark è anche superiore ecclesiastico della missione sui iuris di Turks e Caicos.

## Cronotassi dei vescovi
Si omettono i periodi di sede vacante non superiori ai 2 anni o non storicamente accertati.
- James Roosevelt Bayley † (29 luglio 1853 - 30 luglio 1872 nominato arcivescovo di Baltimora)
- Michael Augustine Corrigan † (14 febbraio 1873 - 1º ottobre 1880 nominato arcivescovo coadiutore di New York[6])
- Winand Michael Wigger † (11 luglio 1881 - 5 gennaio 1901 deceduto)
- John Joseph O'Connor † (24 maggio 1901 - 20 maggio 1927 deceduto)
- Thomas Joseph Walsh † (2 marzo 1928 - 6 giugno 1952 deceduto)
- Thomas Aloysius Boland † (15 novembre 1952 - 2 aprile 1974 ritirato)
- Peter Leo Gerety † (2 aprile 1974 - 3 giugno 1986 dimesso)
- Theodore Edgar McCarrick † (30 maggio 1986 - 21 novembre 2000 nominato arcivescovo di Washington)
- John Joseph Myers † (24 luglio 2001 - 7 novembre 2016 ritirato)
- Joseph William Tobin, C.SS.R., dal 7 novembre 2016

## Statistiche
L'arcidiocesi nel 2023 su una popolazione di 3.119.659 persone contava 1.373.300 battezzati, corrispondenti al 44,0% del totale.
| anno | popolazione | popolazione | popolazione | presbiteri | presbiteri | presbiteri | presbiteri                | diaconi | religiosi | religiosi | parrocchie |
| anno | battezzati  | totale      | %           | numero     | secolari   | regolari   | battezzati per presbitero | diaconi | uomini    | donne     | parrocchie |
| ---- | ----------- | ----------- | ----------- | ---------- | ---------- | ---------- | ------------------------- | ------- | --------- | --------- | ---------- |
| 1950 | 1.098.951   | 2.480.892   | 44,3        | 867        | 595        | 272        | 1.267                     |         | 376       | 3.606     | 209        |
| 1966 | 1.572.845   | 3.007.500   | 52,3        | 1.321      | 890        | 431        | 1.190                     |         | 632       | 3.381     | 253        |
| 1968 | 1.647.871   | 3.076.805   | 53,6        | 1.386      | 900        | 486        | 1.188                     |         | 759       | 3.000     | 252        |
| 1976 | 1.426.034   | 2.980.629   | 47,8        | 1.151      | 760        | 391        | 1.238                     | 80      | 566       | 2.742     | 253        |
| 1980 | 1.390.427   | 2.758.000   | 50,4        | 1.163      | 791        | 372        | 1.195                     | 200     | 563       | 2.480     | 248        |
| 1990 | 1.339.381   | 2.751.000   | 48,7        | 1.089      | 769        | 320        | 1.229                     | 221     | 473       | 1.860     | 241        |
| 1999 | 1.319.558   | 2.651.785   | 49,8        | 1.001      | 757        | 244        | 1.318                     | 230     | 116       | 1.505     | 236        |
| 2000 | 1.319.558   | 2.666.569   | 49,5        | 957        | 702        | 255        | 1.378                     | 255     | 388       | 1.473     | 235        |
| 2001 | 1.319.558   | 2.655.985   | 49,7        | 938        | 699        | 239        | 1.406                     | 251     | 356       | 1.374     | 235        |
| 2002 | 1.319.558   | 2.809.267   | 47,0        | 922        | 695        | 227        | 1.431                     | 248     | 357       | 1.276     | 235        |
| 2003 | 1.319.558   | 2.809.267   | 47,0        | 929        | 702        | 227        | 1.420                     | 198     | 349       | 1.318     | 234        |
| 2004 | 1.319.558   | 2.835.594   | 46,5        | 918        | 690        | 228        | 1.437                     | 201     | 336       | 1.264     | 234        |
| 2009 | 1.395.000   | 2.970.000   | 47,0        | 827        | 651        | 176        | 1.686                     | 172     | 276       | 1.053     | 224        |
| 2012 | 1.427.000   | 3.089.000   | 46,2        | 774        | 607        | 167        | 1.843                     | 184     | 267       | 809       | 220        |
| 2013 | 1.438.000   | 3.112.000   | 46,2        | 756        | 604        | 152        | 1.902                     | 180     | 268       | 853       | 218        |
| 2016 | 1.469.295   | 3.179.276   | 46,2        | 718        | 586        | 132        | 2.046                     | 151     | 247       | 853       | 216        |
| 2019 | 1.501.530   | 3.250.000   | 46,2        | 705        | 575        | 130        | 2.129                     | 144     | 215       | 708       | 212        |
| 2021 | 1.367.550   | 2.959.909   | 46,2        | 724        | 563        | 161        | 1.888                     | 145     | 239       | 699       | 207        |
| 2023 | 1.373.300   | 3.119.659   | 44,0        | 635        | 501        | 134        | 2.162                     | 140     | 200       | 646       | 212        |

## Istituti religiosi presenti in arcidiocesi
Nel 2013 contavano case in arcidiocesi i seguenti istituti religiosi:
- Comunità maschili
- Chierici regolari minori
- Compagnia di Gesù
- Comunità di San Giovanni
- Congregazione americana cassinese dell'Ordine di San Benedetto
- Congregazione del Santissimo Redentore
- Fratelli cristiani
- Fratelli delle Scuole Cristiane
- Fratelli maristi delle scuole
- Frati francescani del rinnovamento
- Frati francescani dell'Atonement
- Missionari comboniani del Cuore di Gesù
- Missionari servi della Santissima Trinità
- Ordine degli agostiniani recolletti
- Ordine dei frati minori
- Ordine dei frati minori cappuccini
- Ordine della Beata Vergine del Monte Carmelo
- Società dei sacerdoti missionari di San Paolo apostolo
- Società del Divin Salvatore
- Società dell'apostolato cattolico
- Società delle divine vocazioni
- Società delle missioni africane
- Società di San Patrizio per le missioni estere
- Società salesiana di San Giovanni Bosco
- Terzo ordine regolare di San Francesco
- Unione Lumen Dei
- Comunità femminili
- Ancelle missionarie della Santissima Trinità
- Benedettine della Federazione di Santa Scolastica
- Benedettine missionarie
- Domenicane del Rosario perpetuo
- Figlie del Divino Amore
- Figlie di Maria Ausiliatrice
- Figlie di Maria, di Trivandrum
- Figlie di Maria, Madre della Misericordia
- Maestre Pie Filippini
- Missionarie della carità
- Società del Santo Bambino Gesù
- Società delle figlie del Cuore di Maria

- Suore ancelle del Cuore Immacolato di Maria
- Suore apostoliche di San Giovanni
- Suore del Cuore Immacolato di Maria in Mirinae
- Suore del Cuore Immacolato di Maria, Madre di Cristo
- Suore dell'apostolato cattolico
- Suore dell'Unione Lumen Dei
- Suore della carità cristiana
- Suore della carità di Gesù
- Suore della divina compassione
- Suore della Misericordia delle Americhe
- Suore della Pace Pentecoste
- Suore della Presentazione della Beata Vergine Maria
- Suore della Sacra Famiglia dei Bisognosi
- Suore delle divine vocazioni
- Suore di carità di Sant'Elisabetta
- Suore di Gesù di Kkottongnae
- Suore di San Bernardino da Siena
- Suore di San Felice da Cantalice
- Suore di San Giovanni Battista
- Suore di San Giuseppe della Pace
- Suore di San Giuseppe di Filadelfia
- Suore di Santa Marta
- Suore domenicane della Congregazione del Sacro Cuore di Gesù, di Caldwell
- Suore domenicane della Congregazione di Nostra Signora del Santo Rosario, di Sparkill
- Suore domenicane della Congregazione di San Domenico, di Blauvelt
- Suore domenicane della speranza
- Suore francescane della Pace
- Suore francescane della Provvidenza
- Suore francescane di Allegany
- Suore francescane di Glen Riddle
- Suore francescane di Nostra Signora del Perpetuo Soccorso
- Suore francescane di Nostra Signora della Pace
- Suore francescane elisabettine
- Suore francescane di Syracuse
- Suore francescane insegnanti
- Suore francescane missionarie del Sacro Cuore
- Suore missionarie del Sacro Cuore di Gesù
- Suore missionarie francescane dell'Immacolata Concezione di Maria
- Suore scolastiche di Nostra Signora